# العالم الشرقي

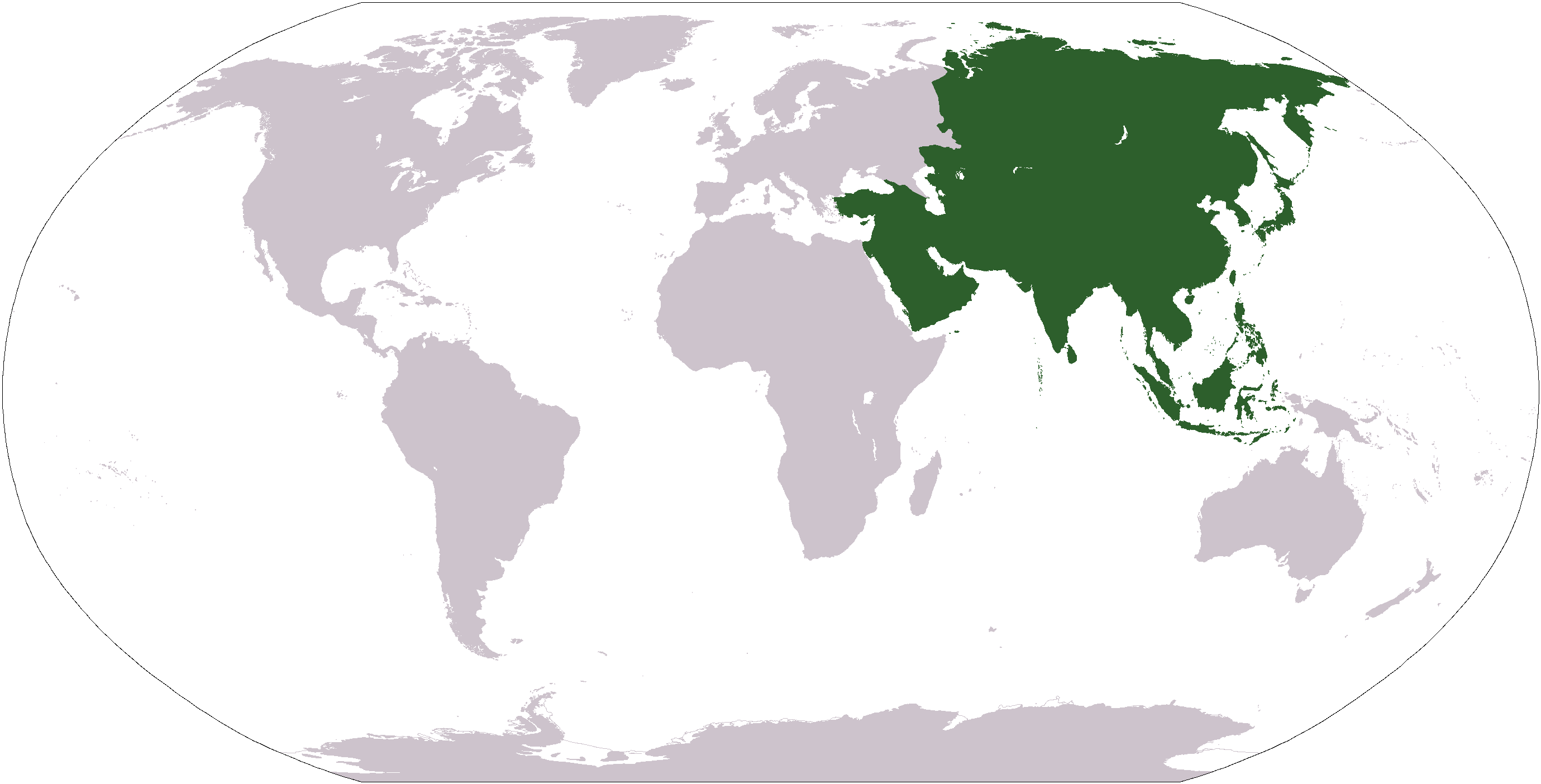
صورة توضح موقع العالم الشرقي

العالم الشرقي مصطلح يشير إلى منطقة واسع جدا مختلفة الثقافات والفلسفة والجغرافيا والثقافة. ويشمل هذا شبه القارة الهندية (التي تضم أفغانستان، بنغلاديش، بوتان، الهند، باكستان، سري لانكا والمالديف ونيبال)، والشرق الأقصى (التي تضم الصين، تايوان، فيتنام،سنغافورة، كمبوديا، ماليزيا، اندونيسيا، اليابان، كوريا الشمالية، وجنوب كوريا). في الشرق الأوسط / الشرق الأدنى وآسيا الوسطى وتعتبر في بعض الأحيان جزءا من شرق آسيا.